# Polygala dunniana
Polygala dunniana är en jungfrulinsväxtart som beskrevs av H. Lév.. Polygala dunniana ingår i släktet jungfrulinssläktet, och familjen jungfrulinsväxter. Inga underarter finns listade i Catalogue of Life.